# Horst Blankenburg
Horst Blankenburg (10 de julho de 1947) é um ex-jogador de futebol alemão, que jogou como defensor. Ele é mais conhecido pelo período da década de 1970, durante o qual ele jogou no Ajax e venceu a Liga dos Campeões três vezes consecutiva (1971, 1972 e 1973), a Supercopa da Europa duas vezes (1972 e 1973), a Copa Intercontinental (1972), a Eredivisie e a Taça KNVB duas vezes. Em 1976, ele ganhou a Copa da Alemanha e a Taça dos Vencedores de Taça em 1977 com o Hamburgo. Apesar de todo o sucesso, ele nunca foi selecionado para a seleção alemã.

## Jogador
A carreira de Blankenburg começou nas divisões de base do VfL Heidenheim; sua carreira profissional começou no 1. FC Nürnberg na temporada 1967-68. O Nürnberg ganhou a Bundesliga naquela temporada mas Blankenburg jogou apenas 13 jogos. Ele então se transferiu para o Wiener Sportclub por 45 mil marcas alemãs, onde conseguiu impressionar e após a temporada, mudou-se para o 1860 München por 100.000 marcas alemãs. Naquela temporada, ele jogou 31 vezes e até marcou um gol, mas sua equipe foi rebaixada, ele então se mudou para o Ajax da Holanda.

### Ajax
No Ajax, ele jogou junto com Johan Cruyff, Johan Neeskens, Ruud Krol e Arie Haan. Seus treinadores no Ajax foram Stefan Kovács e Rinus Michels - que projetaram a famosa defesa que Blankenburg compôs com Velibor Vasović. Blankenburg nessa época foi amplamente considerado um dos melhores da Europa. Nas cinco temporadas no Ajax, ele venceu a Liga dos Campeões três anos seguidos entre 1971 e 1973 e a Copa Intercontinental em 1972. Ele se tornou campeão holandês em 1972 e 1973 e venceu a Copa holandesa em 1971 e 1972.

### Hamburgo
Em 1975, ele voltou para a Alemanha para jogar no Hamburgo, ele ganhou a Copa da Alemanha em 1976 e a Taça dos Vencedores de Taça em 1977, embora ele não tenha jogado na final contra o Anderlecht. No final, ele não conseguiu se afirmar no clube, durante a segunda temporada no clube, ele jogou apenas 13 partidas e então ele se transferiu no final da temporada para o Neuchâtel Xamax da Suíça. 

### Outros Clubes e Aposentadorias
Em 1978, Blankenburg mudou-se para Chicago Sting dos Estados Unidos, depois ele foi emprestado por alguns meses para o KSC Hasselt da Bélgica. Ele se aposentou do futebol profissional em 1981 no Preußen Münster. No entanto, em 1982, ele voltou a jogar nas divisões inferiores pelo Hummelsbütteler SV e no Lüneburger, onde ele finalmente terminou sua carreira em 1985, com 38 anos.

### Seleção Nacional
Ele nunca foi convocado para o time de futebol alemão, uma das razões foi que Franz Beckenbauer cumpria o papel de libero na época. Johan Cruijff pediu-lhe para jogar pela Holanda na Copa do Mundo de 1974, mas Blankenburg se recusou pois ainda esperava uma convocação pela Alemanha. 

## Títulos
1. FC Nürnberg
- Bundesliga: 1967-68

Ajax
- Eredivisie: 1971-72 , 1972-73
- Taça KNVB: 1970-71 , 1971-72
- Liga dos Campeões: 1970-71, 1971-72 e 1972-73
- Super Taça Europeia: 1972 e 1973
- Copa Intercontinental: 1972

Hamburgo
- DFB-Pokal: 1975-76
- Taça dos Vencedores de Taça: 1976-77